# Olga Starosselskaïa-Nikitina
Pour les articles homonymes, voir Nikitine.
Olga Andreïevna Starosselskaïa-Nikitina (en russe : Ольга Андреевна Старосельская-Никитина) est une historienne des sciences russe, née le 2 janvier 1885 à Krementchouk et morte le 3 juin 1969 à Moscou.

## Biographie
Olga Starosselskaïa-Nikitina est une historienne des sciences et de la technologie, biographe et candidate en sciences historiques, c'est-à-dire qu'elle était titulaire d'un doctorat en histoire. 
Elle est une historienne qui a commencé à travailler sur les sujets de la science et de la mentalité scientifique du XVIIIe siècle avant la révolution d'Octobre. On peut citer notamment son ouvrage Condorcet comme sociologue, publié en 1915. 
Elle parlait français et a travaillé pendant une période dans les archives et dans les librairies en France. Elle a traduit l'ouvrage majeur de l'historien Philippe Sagnac, le frère du physicien Georges Sagnac, sur la législation civile de la Révolution française (1898). Elle est l'auteur de notes critiques, de recensions et de plusieurs ouvrages populaires sur les personnalités scientifiques.
Ses livres principaux sont un ouvrage sur Paul Langevin, un ouvrage sur Ernest Rutherford et un ouvrage intitulé Histoire de la radioactivité et émergence de la physique nucléaire, publié par l'Institut d'histoire des sciences naturelles et de la technologie, qui faisait partie de l'Académie des sciences de l'URSS.

## Famille
Née Starosselskaïa, elle était la fille d'Andreï Starosselsky, capitaine et professeur d'école technique, et de sa femme Anna, sage-femme. Elle avait trois frères et deux sœurs, dont Elena Andreïevna Starosselskaïa. Elle a épousé Nikolaï Ivanovitch Nikitine.

## Publications

### Ouvrages
- Paul Langevin (1872-1946), Moscou, Fizmatgiz, State Publishing House for Physical Mathematical Literature, 1962, 316 pages[6],[7].
- Histoire de la radioactivité et émergence de la physique nucléaire, Moscou, Maison d'édition de l'Académie des Sciences de l'URSS, 1963, 428 pages[8].
- Ernest Rutherford (1871-1937), Moscou, Nauka, 1967, 316 pages[9],[10].

### Articles
- On the history of science in the Era of the French Revolution: the development of physical, mathematical and natural sciences, Marxist Historian, 1939, numéro 3.
- Essays on the history of science and technology during the French Bourgeois Revolution, 1789-1794, Maison d'édition de l'Académie des Sciences de l'URSS, 1946[11],[12].
- Essays on the history of science and technology during the French Bourgeois Revolution, 1789-1794, Questions of History, numéro 3, 1947, pages 126-129.
- La contribution de Paul Langevin à la théorie relativiste et sa portée historique, Congrès international d'histoire des sciences, Florence, Milan, Italie, 1956.
- Avec Elena Andreïevna Starosselskaïa, Social and political views of Marie Sklodowska-Curie and her contribution to the world and national culture of France and Poland, Moscou, Nauka, 1962, pages 243-272[13].